# Komunikátor (Star Trek)

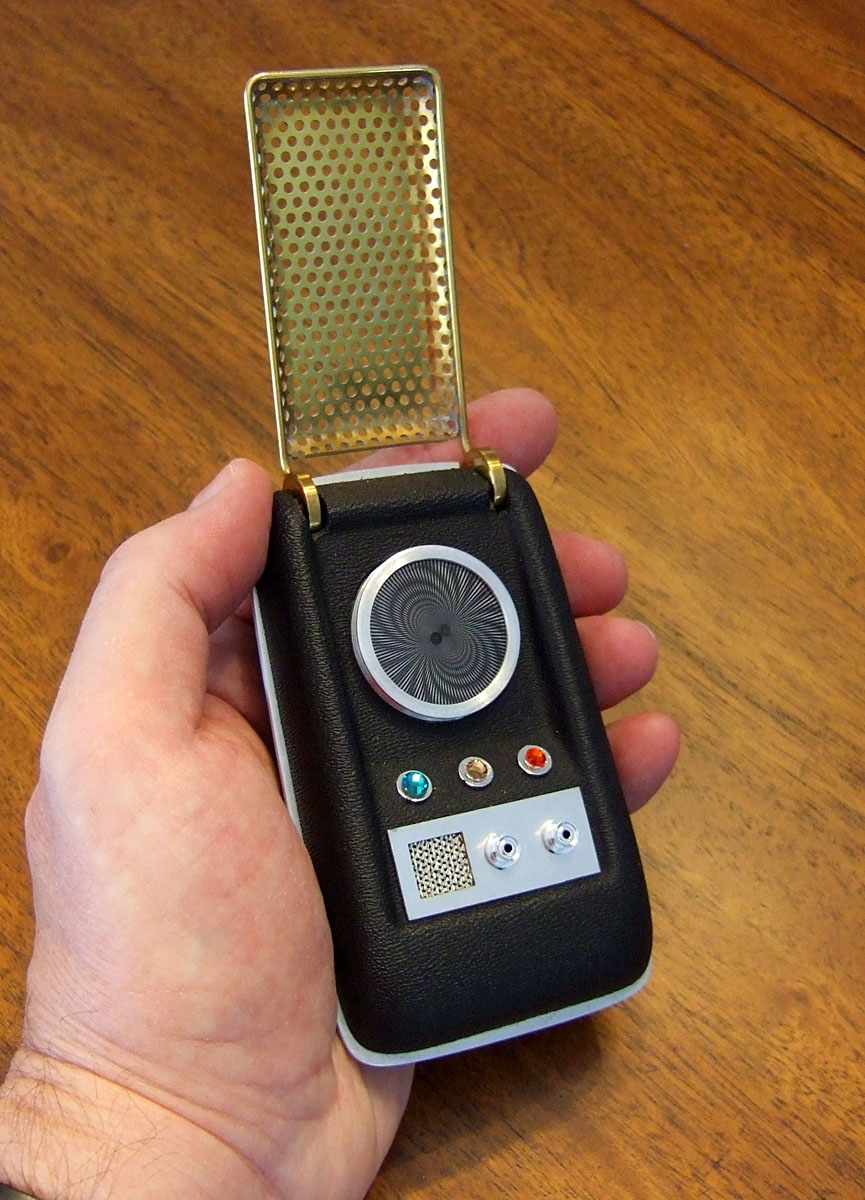
Replika komunikátoru z původního seriálu Star Trek

Komunikátor je fiktivní zařízení pro komunikaci, používané ve fikčním světě Star Treku. Byl základním dorozumívacím prostředkem především v původním seriálu Star Trek (1966–1969), v animovaném seriálu Star Trek (1973–1974), v prvních šesti celovečerních filmech (1979–1991), a také v seriálu Star Trek: Enterprise (2001–2005).
Od seriálu Star Trek: Nová generace (1987–1994) byl samostatný komunikátor nahrazen hrudním odznakem na uniformách příslušníků Hvězdné flotily, do nějž byly implementovány i funkce komunikátoru.
Společnost Motorola vyvinula podle komunikátoru první skutečný mobilní telefon.

## Fanouškovské užití
V roce 2015 se objevila zpráva, že startrekovské komunikátory budou vyráběny jako příslušenství využívající technologii Bluetooth.